# 三創生活園區

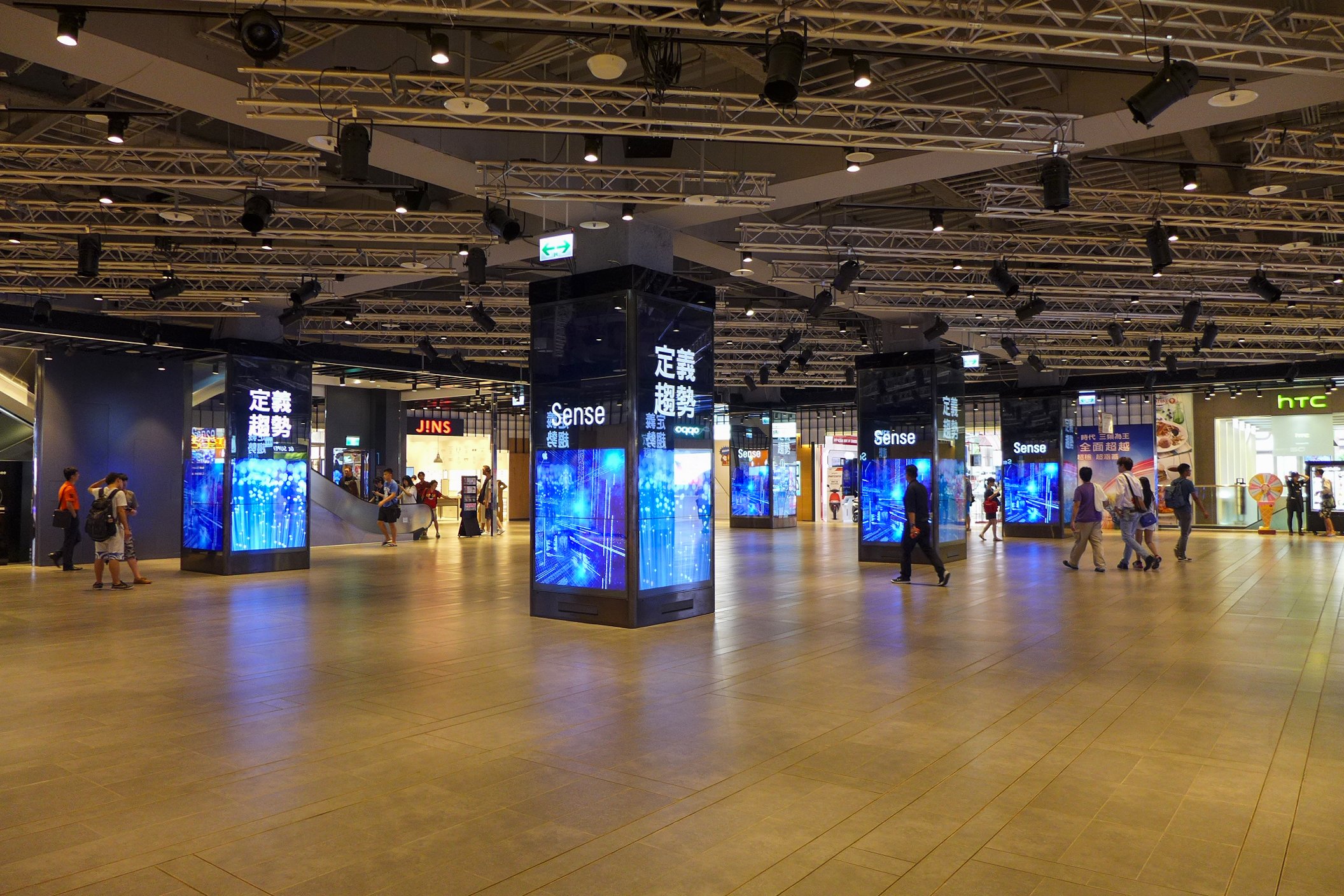
商場1樓大堂

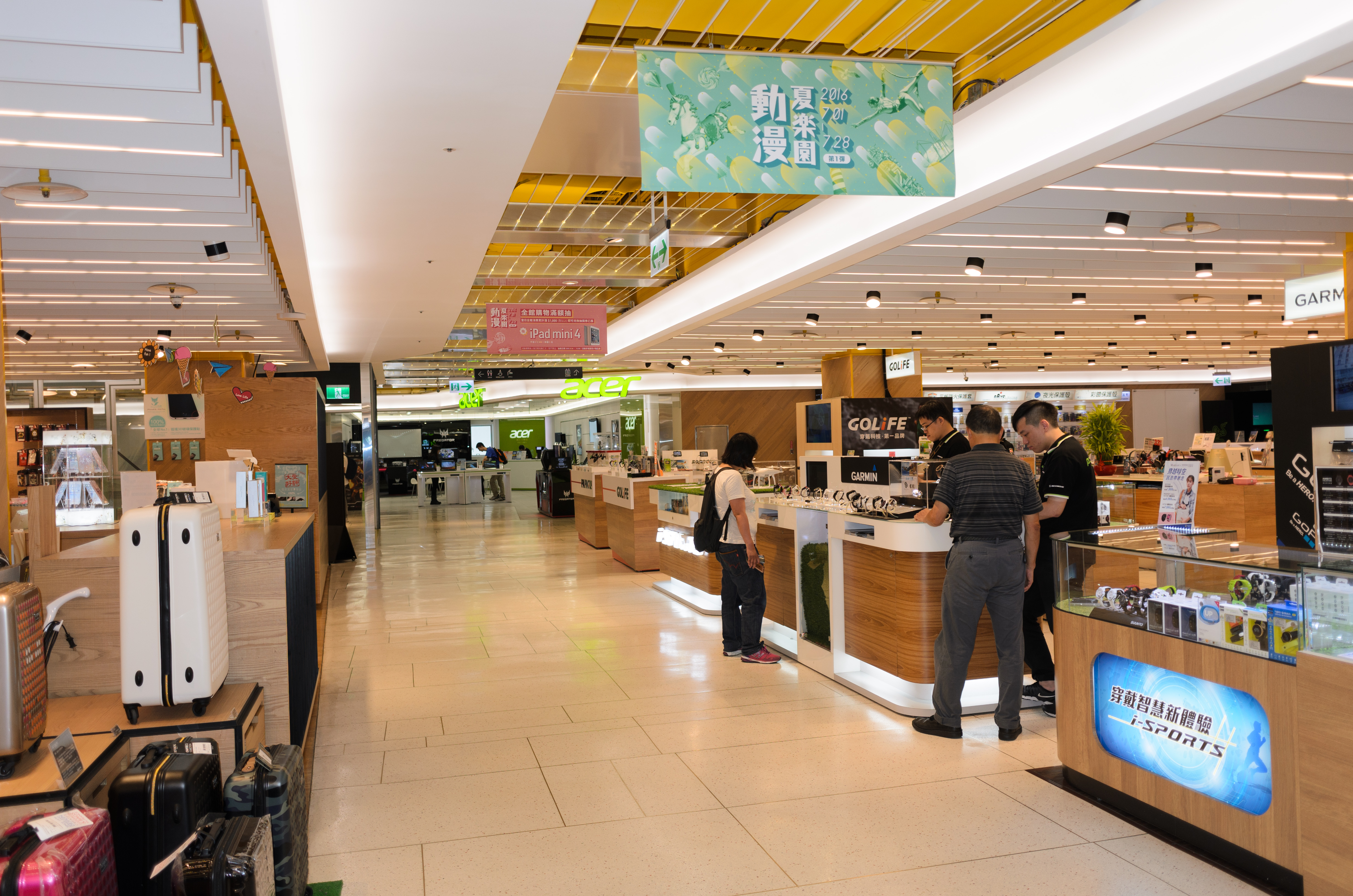
三創數位生活園區商場2樓店面

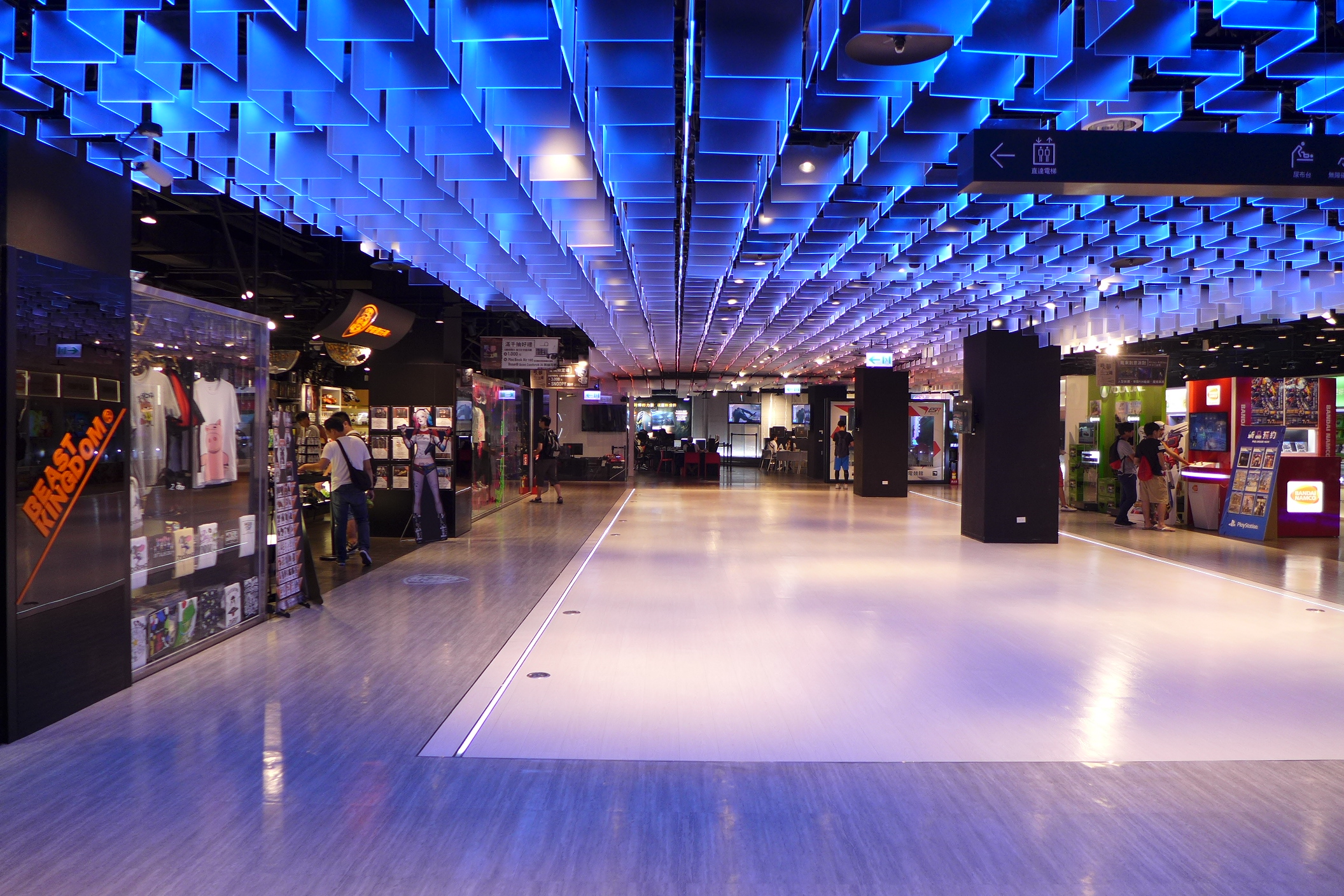
商場6樓動漫基地

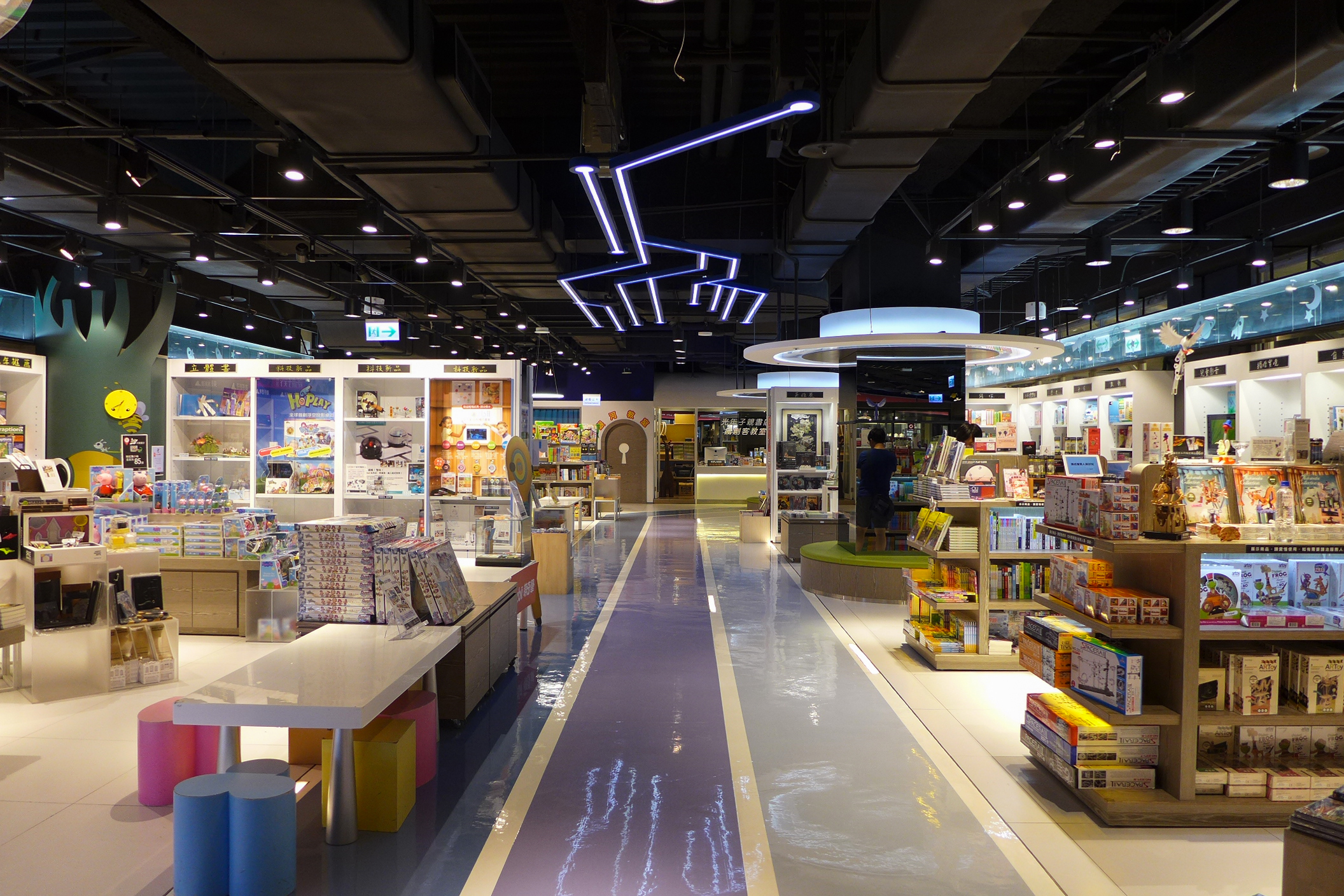
商場7樓兒童學習樂園

25°02′43.7″N 121°31′52.1″E / 25.045472°N 121.531139°E
三創生活園區（英語：Syntrend Creative Park，或稱台北資訊園區，官方名稱：民間參與臺北資訊園區暨停車場興建及營運移轉案，正式名稱是台北市資訊產業專用區第二期計畫區），是一間位於臺北市中正區的資訊專門購物中心，規模屬於中型購物中心（營業面積約6,641坪），該商場為公共停車場的附屬事業，地下第一層至地下六層為公共停車場，地上一層至地上十二層及地下第二層為商場。
臺北市政府以設立資訊園區為由，向財政部國有財產局申請撥用光華數位新天地毗鄰土地，採用BOT模式興建。興建及經營者為鴻海集團旗下公司三創數位，停車場已經在2014年5月啟用，附屬的資訊賣場則2015年5月15日啟用。
2015年2月6日，三創數位董事長郭守正親自出席台北市政府專案小組會議後，雙方達成共識，未來雙方將往前朝八德商圈共榮與青年創業育成邁進，落實既有計畫，並透過鴻海精密捐助成立三創育成基金會，鼓勵新創並提倡資訊、創意產業及新創事業之研究發展，共同打造台灣的創意未來。因此三創也宣布空橋即日起復工。。
2015年3月11日，臺北市政府財政局局長蘇建榮宣佈，三創生活園區與華山文創園區、國立臺北科技大學、光華數位新天地、八德商圈及建國啤酒廠等商圈與學區籌組「大八德商圈聯盟」。同日，三創數位副總經理王琇姿表示，三創生活園區於2015年5月中開幕，空橋則會在2015年6月底完工。

## 歷史
- 2010年3月，「民間參與台北資訊園區暨停車場興建及營運案」以BOT模式50年開放招標，吸引鴻海集團、藍天電腦、聯強國際、正崴精密與創見資訊、台開集團與順發3C等許多集團投標。2010年4月27日，評選結果，由鴻海集團為首的「台北3C暨多媒體廣場合作聯盟」獲得優先議約權，十二位評審中有十一位投給鴻海。鴻海投資金額約新臺幣37億元，規劃興建地下五層、地上十二層大樓，建置3C酷炫資訊商場及品牌旗艦店、尖端科技展示中心、旗艦電玩專區、發燒數位娛樂專區等，由鴻海賽博數碼廣場進駐經營，預計2011年4月動工、2014年3月啟用[8]。6月28日，由鴻海（80%）與廣宇（20%）共同出資成立的「三創數位公司」與臺北市政府正式簽約[9]。
- 2011年7月開工，2013年1月18日舉行上樑典禮。
- 2013年4月，鴻海結束台灣賽博數碼相關事業[10]。
- 2014年5月，停車場啟用營運[5]。
- 2014年6月17日，光華數位新天地攤商與臺北市議員童仲彥抗議未依BOT合約，興建連結光華數位新天地與三創數位生活園區間的空橋，要求應先建完空橋才能開幕[11]。
- 2014年12月17日，舉辦空橋修造開工典禮，2015年7月完工，並預告賣場建築於2015年3月開幕[12]。
- 2015年1月16日，臺北市議員童仲彥爆料，此BOT案主體建物是地下停車場，政府只能規範本業，對附屬事業的3C商城無法可管，且每年租金只以土地公告現值的3%計算，因而引發爭議[13]。19日又進一步指出四大疑點，包括評選委員獨厚鴻海、北市府賤租、空橋假動工、本業竟是停車場[14]。1月18日，鴻海回應，三創生活園區興建主體建物及軟硬體投資超過40億元，已經預付權利金10億元給台北市政府，在興建及未來營運期間，三創每年須繳納土地租金2400萬元、房屋稅1500萬元，合計近4000萬元。鴻海表示，「三創數位」土地租金每兩年隨公告價值調整，房屋稅也將隨興建期、營運期及每年公告現值調整，三創每年至少得花1.4億元營運，且不包含人事管銷費、利息及商場每3年設備更新及重置，並無圖利之說。主體雖為停車場，但顧及本業可能虧錢，所以增加附屬事業為商場，藉此提振民間投資意願，台北市交九「京站」、市府轉運站「時代百貨」都是同樣的案例，符合BOT及市府開發精神[15]。

比較全台其他國有土地租金，三創在法定範圍內，根據台北市財政局近十年招標案記錄，地上權每年租金以土地公告現值的2～5%計算。而參照高雄市市有非公用土地設定地上權實施要點，設定地上權應收取之地租，第一年及第二年按當期土地申報地價年息百分之三計收，第三年起按當期土地申報地價年息百分之五計收。但合於公共利益或特殊需要考量，並經本府核准者，得按租金額百分之六十計收。。而國有土地招標設定地上權權利金計算，係按照訂約當期土地申報地價年息百分之一至百分之五計收。
2015年6月9日，台北市議員梁文傑總質詢三創無法設定地上權，官員為何不讓市長知道，北市府廉政委員統計出，若市府轉運站、交九、大巨蛋、松菸文創、三創5大案改用設定地上權招標，預估可收到千億元權利金，對此，市議員梁文傑指出這其實不能更改，「因為根本不是市府自己的地。但怪的是，主管單位財政局明明知道根本不是這麼回事，卻從來不向市長報告」。他質詢柯文哲時就因此讓柯當場楞住。梁文傑在臉書發文寫道，自己曾去函財政局問三創園區那塊地能不能不採ＢＯＴ而改為設定地上權出租，而財政局答覆這塊地是當初市政府以設立資訊園區為由，向國有財產局申請撥用，需按照原來的申請目的做使用，不能改為設定地上權，雖然用設定地上權出租的方式市府可以賺很多，但國有財產局不會同意。「但怪的是，主管單位財政局明明知道根本不是這麼回事，卻從來不向市長報告」。
- 2015年1月19日，鴻海集團以新台幣600萬元買下各大報頭版廣告，要求台北市長柯文哲48小時之內，上網公開當年三創招標過程與所有資料，包括錄音與錄影檔，並即刻移送政風單位、司法單位調查，以證明鴻海清白。鴻海指出，接受全國人民最嚴厲的檢驗，若得標過程有任何不法，鴻海願受最嚴厲制裁。[20]，並強調包括空橋在內，台北資訊園區所有工程將暫時停工，等到北市府認定得標過程合法後才會復工[21]。市府隨即發表聲明回應，北市府不會接受財團威脅[22]，下午柯文哲也回應，台北市政府先前並未針對此案做出任何發言，等成立廉政委員會才會去處理，媒體名嘴不代表政府直接的意見，並表示「不是鴻海公司附設台北市政府，沒有一家財團可用限時48小時要台北市政府做什麼事情」「依法行事，你要停就停，到時候該怎麼辦就怎麼辦」「我覺得這個國家財團已經到了無法無天的程度，沒有這回事」[23]。
- 2015年1月27日，台北市長柯文哲接受鄭弘儀主持的廣播節目「寶島全世界」專訪時，表示，三創生活園區爭議應該會解決，因為鴻海董事長郭台銘很霸氣，沒有靠這個賺錢，是要培養兒子郭守正，這樣就好辦多了。[24]。
- 2015年1月27日，北市府財政局主秘游適銘表示，市府定調，市府與三創在互信原則，讓開發案朝正向發展，也盼三創認知外界的意見，承擔企業的社會責任。游適銘表示，市府與鴻海於2008年簽約開發三創資訊園區，規劃與光華數位天地及八德商圈聯手，打造台北秋葉園區，簽約當年適逢金融海嘯，實有其時空背景，近年時境變遷，外界對此約有不同看法，市府也盼三創能認知到外界對此開發案的意見與期待，站在資訊業老大哥的角色，帶動周邊，產生群聚效應。[25]。
- 2015年1月30日，柯文哲上午出席治安會報前，接受媒體訪問述表，三創園區到底如何和光華新天地、 還有整個（商圈）搭的上線，要如何整合發揮最大的效果，以台北市政府的立場，是有整個商圈的考量，但企業有企業的考量，兩者之間要如何磨合，市府要想一下。柯文哲指出，他今天有指定專案小組，要來處理三創園區的事，目前市府的召集人是財政局長，當然會有一些支援的人力，關於三創園區要怎麼用，市府想好以後會跟郭守正直接談。對於租金是否會重新議約？柯文哲表示，重點不在租金，重點是在那塊要怎麼用，政府的目的不是要去賺那些錢，更大的思考，是那棟建築物要如何發揮最大的功能，以及不妨礙企業的獲利，所以會有全新的思考。[26]。
- 2015年2月6日，在三創董事長郭守正親自出席台北市政府專案小組會議後，雙方達成共識，未來雙方將往前朝八德商圈共榮與青年創業育成邁進，落實既有計畫，共同打造台灣的創意未來。因此三創也宣布空橋即日起開始復工，同時郭守正也拋出「全民釋股」議題，願在法令許可之情形下，讓投資者一起共同追求利潤。郭守正表示，三創一直以來秉持合法、合理、合情的原則與台北市政府合作，此一BOT案在4年前招標時已設定為資訊產業專用，而三創在規劃經營時也知道面臨許多嚴峻挑戰，「三創雖期待合理之利潤，但需承擔更多產業變遷之風險」，所以看好三創未來經營發展者，三創願在法令許可之情形下，讓投資者一起共同追求利潤。[6]。
- 2015年5月15日開幕。

## 營業範圍
複合商場經營、商場管理顧問、3C電腦通訊相關產品經營管理、餐飲管理、複合書店經營管理、系統化物流配送、停車場經營等。

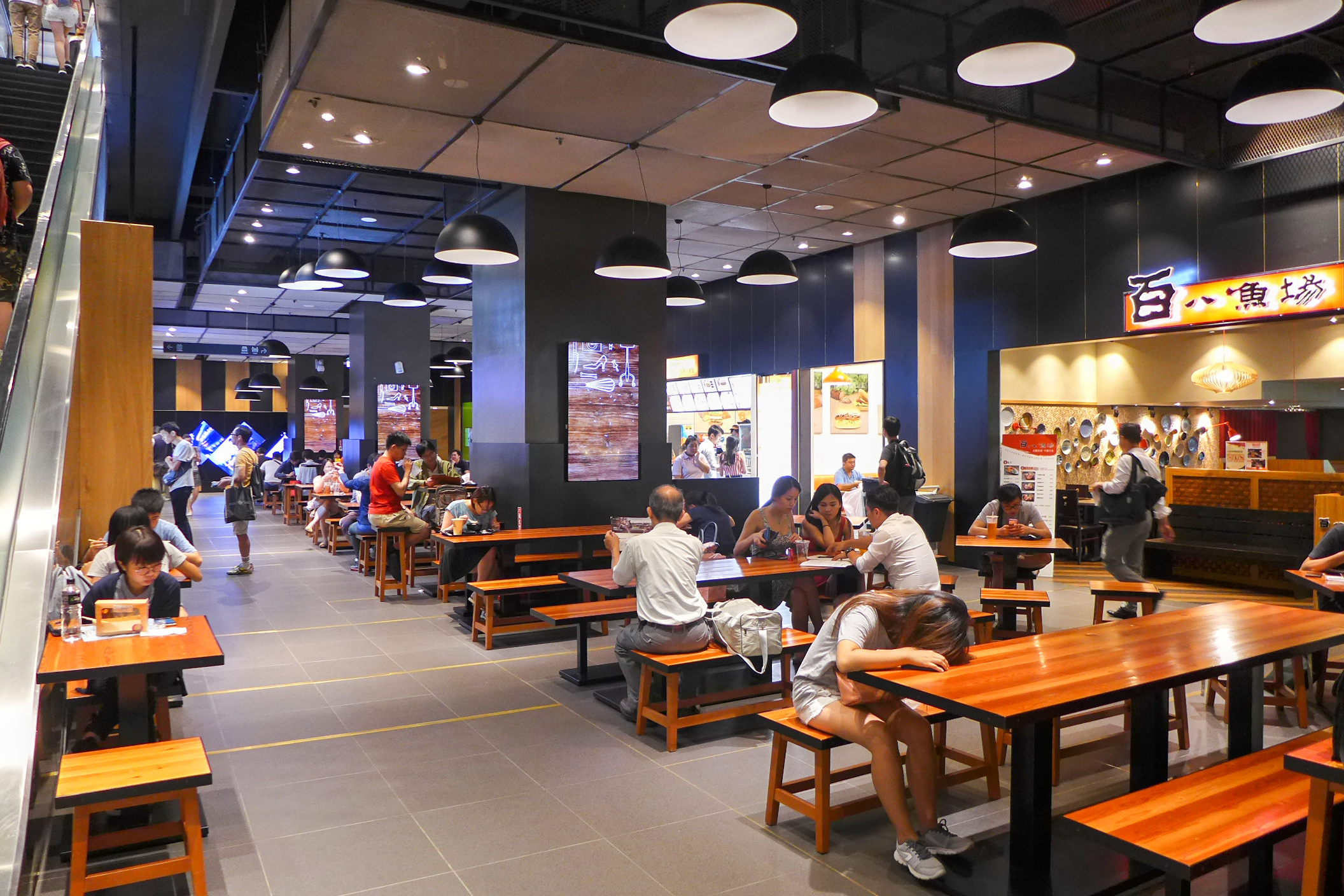
B2層美食廣場
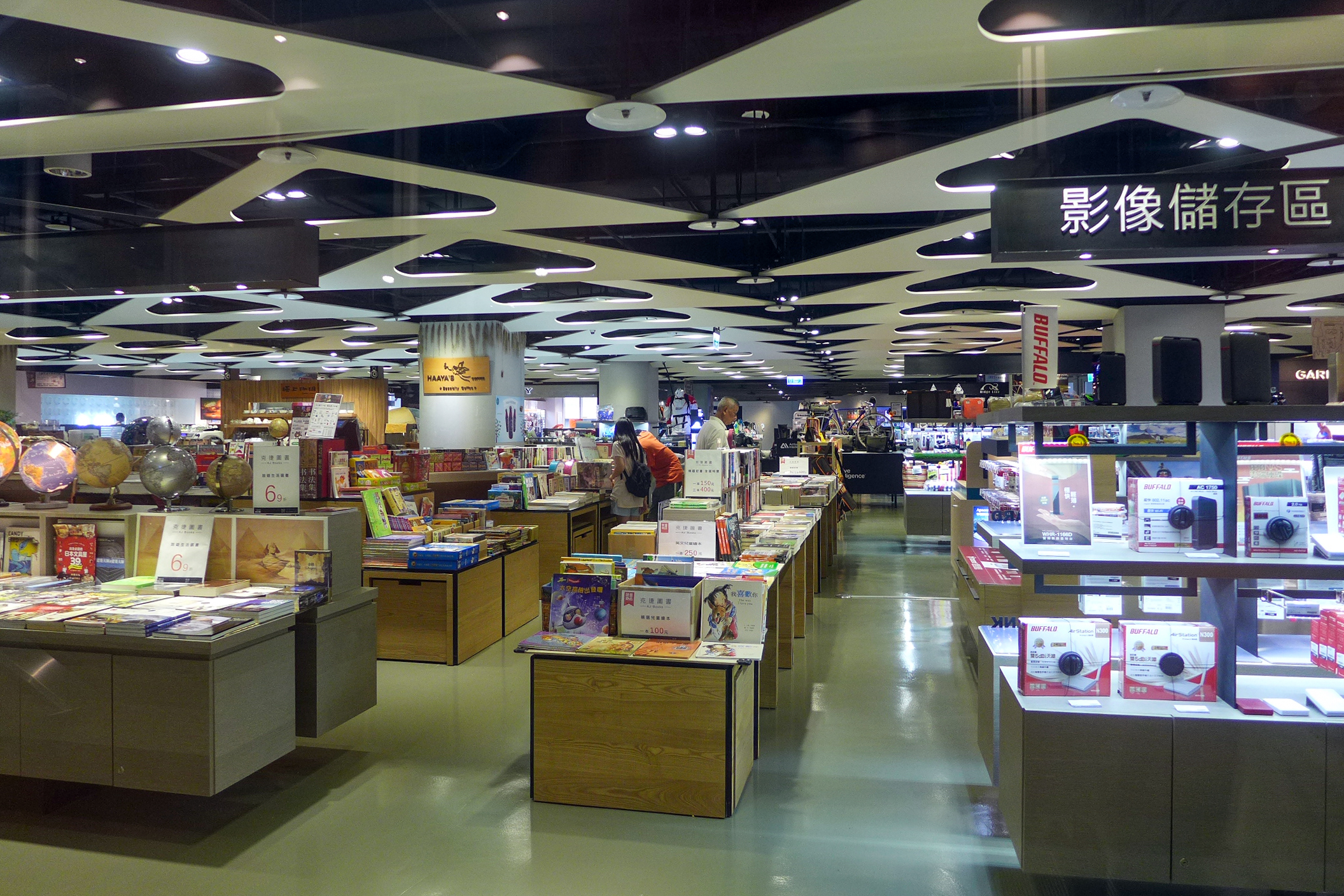
3樓為攝影愛好者所設立的「攝癮集」
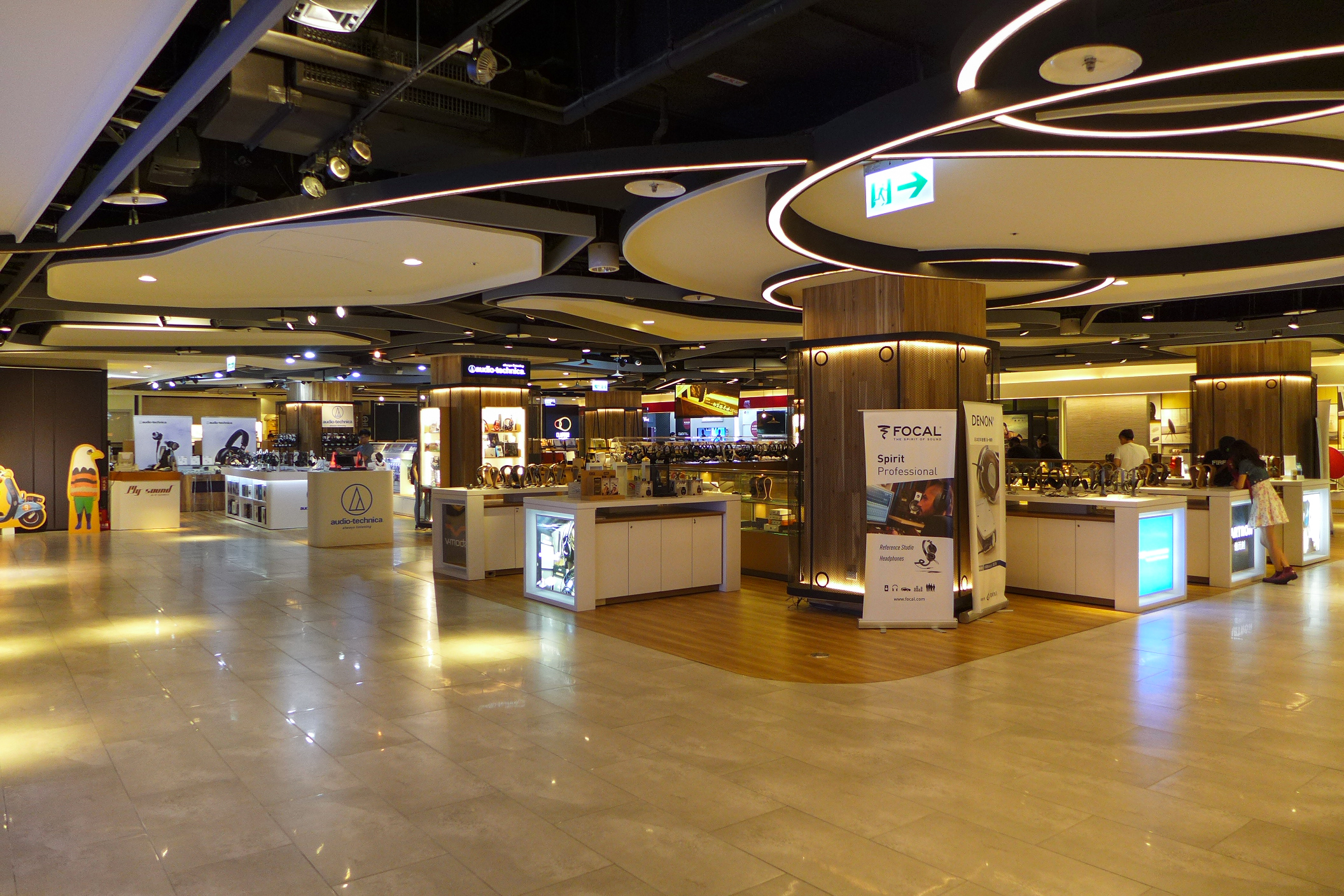
5樓流行影音區
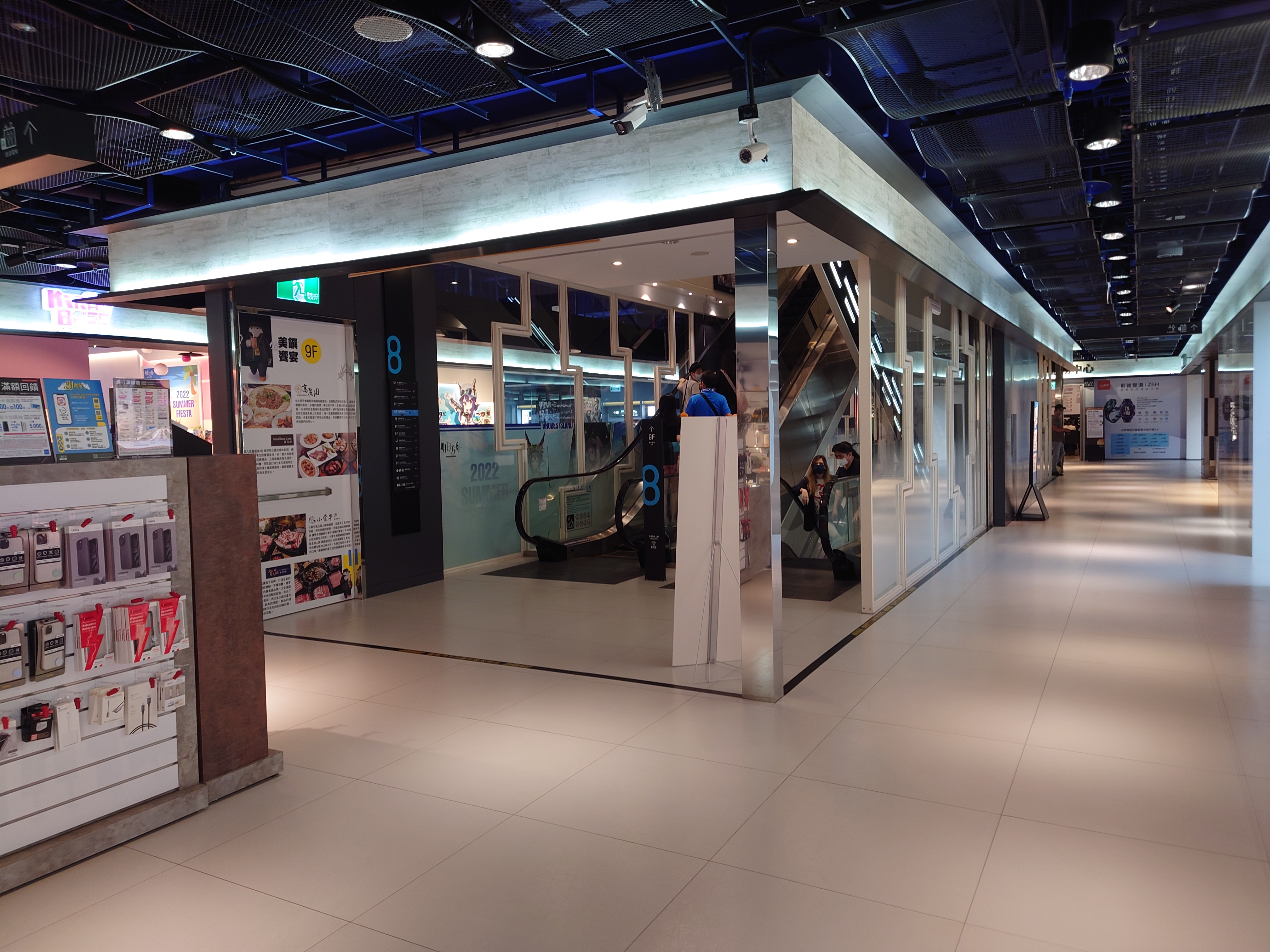
8樓店面
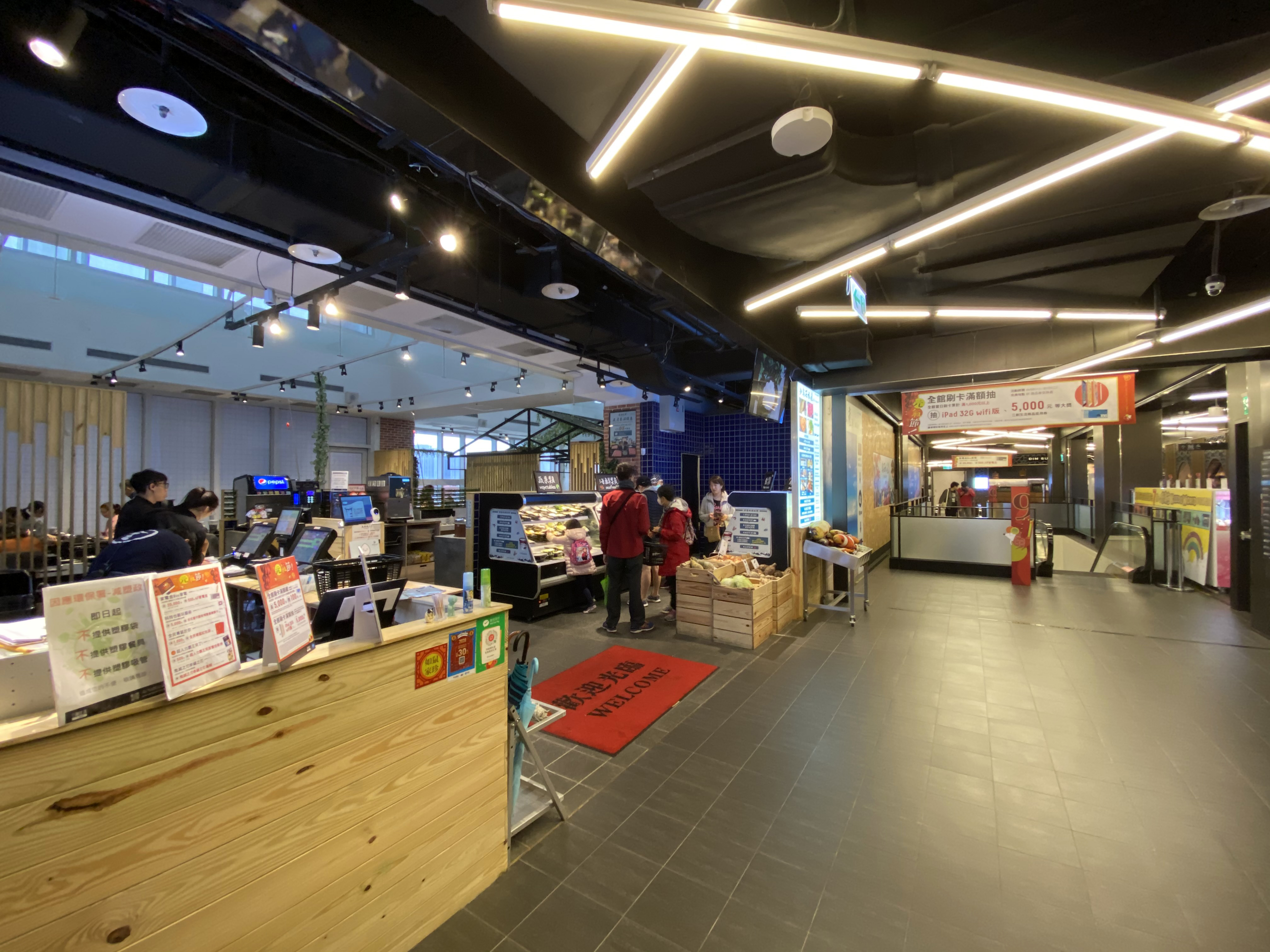
9樓餐廳

## 樓層導覽
| 樓層 | 樓層介紹        | 樓層介紹 |
| ---- | --------------- | --- |
| 12F  | 多元展演SHOW    | 多功能展演空間 Syntrend Show 活動期間限定開放 |
| 11F  | 創想啟發INSPIRE | 三創育成基金會 Star Rocket Cafe |
| 10F  | 創業集志DREAM   | 三創育成基金會 |
| 9F   | 美食饗宴DINE    | 主題餐廳 金大鋤 高麗園 莫凡彼 小蒙牛 |
| 8F   | 探索體驗EXPLORE | KIRABASE OPPO維修中心 三星維修中心 大師修 TT曜越 |
| 7F   | 趣味收藏COLLECT | 子親教育 益智玩具 桌遊 MyAnime Cafe 創Q Space 賽先生科學工廠 BAG TO YOU百達遊 指南針Lashinbang Puzzle拼圖總動員 |
| 6F   | 動漫基地GAME    | 動漫週邊 模型 公仔玩具 遊戲週邊 電競直播 玩具e哥 哈玩具 勝明文具 哈玩具 蛋舖 奇樂多 GAME休閒館任天堂電玩商品旗艦館 Good Smile Company 安比斯 野獸國 GBT鋼彈旗艦館 GAME休閒館 振光玩具                                                                                             |
| 5F   | 流行影音LISTEN  | 視聽影音 發燒音響 智慧家電 黑膠 Clapper Studio展演廳 Clapper Theater星光廳 滿三得 DEVIALET Bowers & Wilkins iRock Standway 三創黑膠 華星音響 億而創 B&O 影音譜 BOSE JBL Backbone Studio                                                                                           |
| 4F   | 風格生活HOME    | 嘉儀家品 Beutii FUJI按摩椅 Dyson/Hengstyle恆隆行 祥建家電 JOHNSON喬山 TCL Healthpit Panasonic 伊萊克斯 仙德曼SADOMAIN 三心科技 SHARP夏普 tokuyo 哈亞珈琲 集雅社 |
| 3F   | 品味科技STYLE   | 相機 攝影配件 影像輸出 戶外運動 VR特區 攝癮集 Nikon RICOH/PENTAX 光點工坊 Canon DJI Viveland CASIO卡西歐 ZIPPO Flexwork康萊 WitsPer智選家 Yuntie MOZTECH墨子科技 Fin CSEmart正成科技 未來實驗室 JINS Backbone collection CAT/MERRELL BEARBOSS-3C BEARBOSS-電腦包 意念空拍機專賣店 |
| 2F   | 數位潮流TOUCH   | 電腦週邊 電競 3C配件 設計小物 創Ｑspace Sony HP MSI Acer Razer Lenovo ASUS KKH-Create DEVILCASE EcLife良興數位館 UBStore 友均選物 HUION繪王 Microsoft微軟 Logitech(商務) GAME THRONE 三井3C Moshi Logitech 電競館 DELL GARMIN 小米                                                |
| 1F   | 未來生活LOOK    | 電信服務 通訊旗艦店 科技體驗 台灣大哥大 中華電信 遠傳電信 Samsung Apple OPPO STARBUCKS POP MART realme vivo ASUS ROG TORRAS my first GAME'NIR電玩酒吧 belkin insta360 凌威科技 犀牛盾RHINOSHIELD                                                                                  |
| B2   | 每日食堂TASTE   | 機車停車場 媽咪雞蛋仔 CoCo壹番屋 豆腐村 百八魚場 滷春秋/黑面蔡 鮮芋仙 點八小食 中一排骨 勝博殿Express 喊燒鐵板燒 喫茶趣To Go |
| B3   | 停車場          | 停車場 |
| B4   | 停車場          | 停車場 |
| B5   | 停車場          | 停車場 |
| B6   | 停車場          | 停車場 |

### Clapper Studio
Clapper Studio位於三創生活園區內，佔地165坪，挑高7米，站位可容納700人，座位可容納400人。

## 園區週邊
- 華山文創園區
- 國立台北科技大學
- 光華數位新天地
- 建國啤酒廠
- 八德路資訊商圈
- 證券期貨局
- 台灣金融研訓院
- 兆豐金融控股公司總部
- 兆豐國際商業銀行金控總部分行
- 忠孝國小
- 中山女中
- YouBike站點：
  - 捷運忠孝新生站（3號出口）
  - 華山文創園區
  - 金山市民路口
  - 八德市場

## 外部連結
- 三創生活園區（繁體中文）（英文） （日語） （简体中文）（页面存档备份，存于）
- SYNTREND 三創生活園區的Facebook專頁
- SYNTREND 三創生活園區的Instagram帳戶
- YouTube上的未來生活提案 Unbox Techlife頻道
- （繁體中文） 台灣公司資料（页面存档备份，存于）
- 三創生活 - 臺北旅遊網 （页面存档备份，存于）